# Берлінська картинна галерея
Берлі́нська карти́нна галере́я (нім. Berliner Gemäldegalerie) — відома картинна галерея у складі Державних музеїв Берліна і Фонду прусської культурної спадщини, один з провідних художніх музеїв Європи, розташований у берлінському Культурфорумі на захід від Потсдамської площі, володіє чудовою колекцією полотен XIII—XVIII століть. В колекції галереї зібрано визнані шедеври світового живопису руки таких майстрів, як: Альбрехт Дюрер, Лукас Кранах, Боттічеллі, Рафаель, Тиціан, Караваджо, Босх, Брейгель, Петер Пауль Рубенс та Рембрандт. Відкрито у 1830 році та реконструйовано у 1998 році.

## Будівля галереї

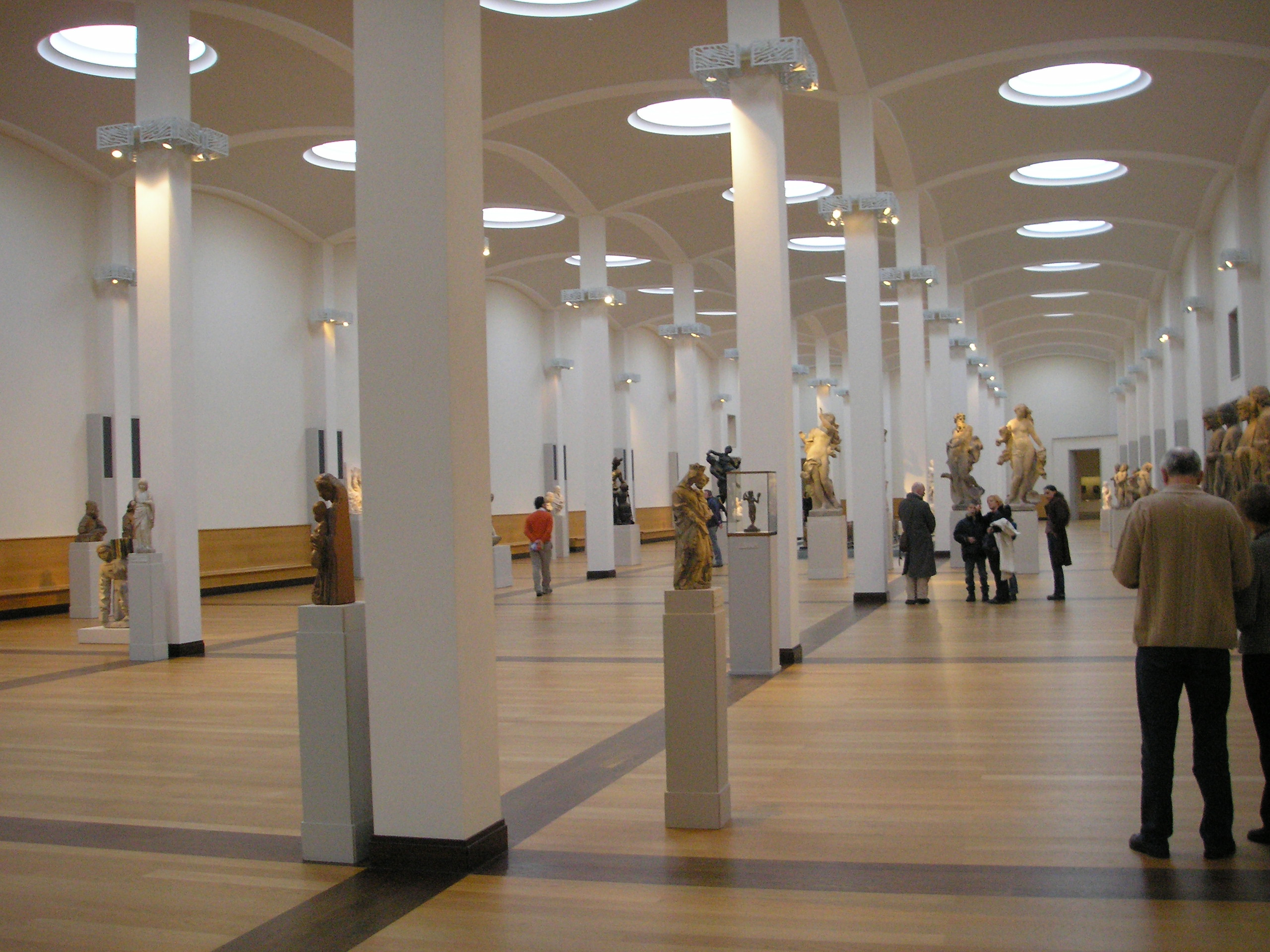
Головне фоє Берлінської картинної галереї

З 1998 року Берлінська картинна галерея розміщується у спеціально зведеній для неї будівлі в Культурфорумі. До проєкту нової музейної будівлі, виконаної архітекторами Хайнцем Хільмером, Христофом Заттлером і Томасом Альбрехтом, було включено віллу видавника Пауля Парея. Північний фасад прямокутної будівлі злегка висунутий вперед. Щільно зібрані теракотові пластини та викладений рустикою цоколь фасаду навіяні італійським Ренесансом і прусським класицизмом. В центрі будівлі розташовується головне фоє з двома рядами колон, плоскою стелею й 32 скляними куполами, прикрашене фонтаном «Серія 5-7-9» американського художника-концептуаліста Волтера Де Марії. Фоє оточують підковою 72 виставкових зали й кабінети на двох поверхах, що освітлюються природним верхнім світлом. Їх загальна площа становить 7000 м², відвідувачі проходять залами музею близько двох кілометрів, площа стін, на яких розміщуються близько 900 полотен, становить 1800 погонних метрів. Ще 400 картин демонструються в дванадцяти залах «Ескізної галереї» на цокольному поверсі будівлі. Для надання художньої цілісності 150 картин із зібрання Берлінської картинної галереї були передані в експозицію Скульптурного зібрання і Музею візантійського мистецтва у відкритому 2006 року після реконструкції Музею Боде.
Рішення про зведення будівлі для картинної галереї було прийнято у 1986 році й за первинним планом була призначена для розміщення колекції картин з Берліна-Далема. У 1991 році після об’єднання зібрань живопису з Далема в Західному Берліні і Музейного острова у Східному Берліні стало очевидним, що виставкових площ у спроєктованій будівлі недостатньо для того, щоб гідно представити фонди музею, що збільшились вдвічі. Однак будівля все ж була зведена за проєктом, що був в наявності: слід було якнайскоріше провести об’єднання колекцій, зекономити час і гроші на новий архітектурний проєкт й засвоїти вже затверджений бюджет. Щоб якомога ретельніше представити об’єднану колекцію, на зразок Лондонської Національної галереї було ухвалено рішення розмістити у цокольному поверсі не реставраційні майстерні, як планувалось первинно, а «Ескізну галерею», де будуть працювати змінні виставки, що знайомлять з іншими відомими експонатами музею.

## Колекція
В картинній галереї сьогодні зберігається понад 3500 картин (з них 2900 із власних фондів) і 3000 оригінальних картинних рам, розбитих в наш час[коли?] на десять відділів:
- Німецький живопис XIII—XVI століть
- Німецький живопис XVII—XVIII століть
- Нідерландський живопис XIV—XVI століть
- Фламандський живопис XVII століття
- Нідерландський живопис XVII століття
- Італійський живопис XIII—XVI століть
- Італійський живопис XVII—XVIII століть
- Іспанський живопис XV—XVIII століть
- Французький живопис XV—XVIII століть
- Англійський живопис XVIII століття

### Картини у тимчасовому користуванні
Окрім власних фондів, зазначених вище, Берлінській картинній галереї доручено управління низкою колекцій живопису, серед яких найбільшою є зібрання Музейного фонду кайзера Фрідріха. Окрім цього, у тимчасовому користуванні галереї перебувають картини з Фонду Штрайта, колекції Ліпперхайде, що належить Бібліотеці мистецтв Державних музеїв Фонду прусської спадщини, колекції Федеративної Республіки Німеччини, Державної бібліотеки Державних музеїв Фонду прусської спадщини.
В галереї демонструється ціла низка картин, наданих у тимчасове користування неназваними приватними колекціонерами. Особливо після переїзду галереї до «Культурфоруму» в її експозиції з’явилась велика кількість картин з приватних колекцій, зокрема, робіт Гендріка Тербрюггена, Віллема Пітерса Бейтевеха, Якоба ван Рейсдала, Адріана ван дер Верффа, Філіпса Воувермана, Жана-Батиста Патера та Пітера Брейгеля старшого.
На початку російського вторгнення в Україну, 60 картин видатних художників (Франческо Граначчі, Алессандро Маньяско, Франса Галса, Гверчіно та ін.) були евакуйовані з Одеського музею західного і східного мистецтва — до Німеччини. Станом на січень 2025 року картини з України тимчасово експонуються в Берлінській картинній галереї.

### Експозиція в Музеї Боде

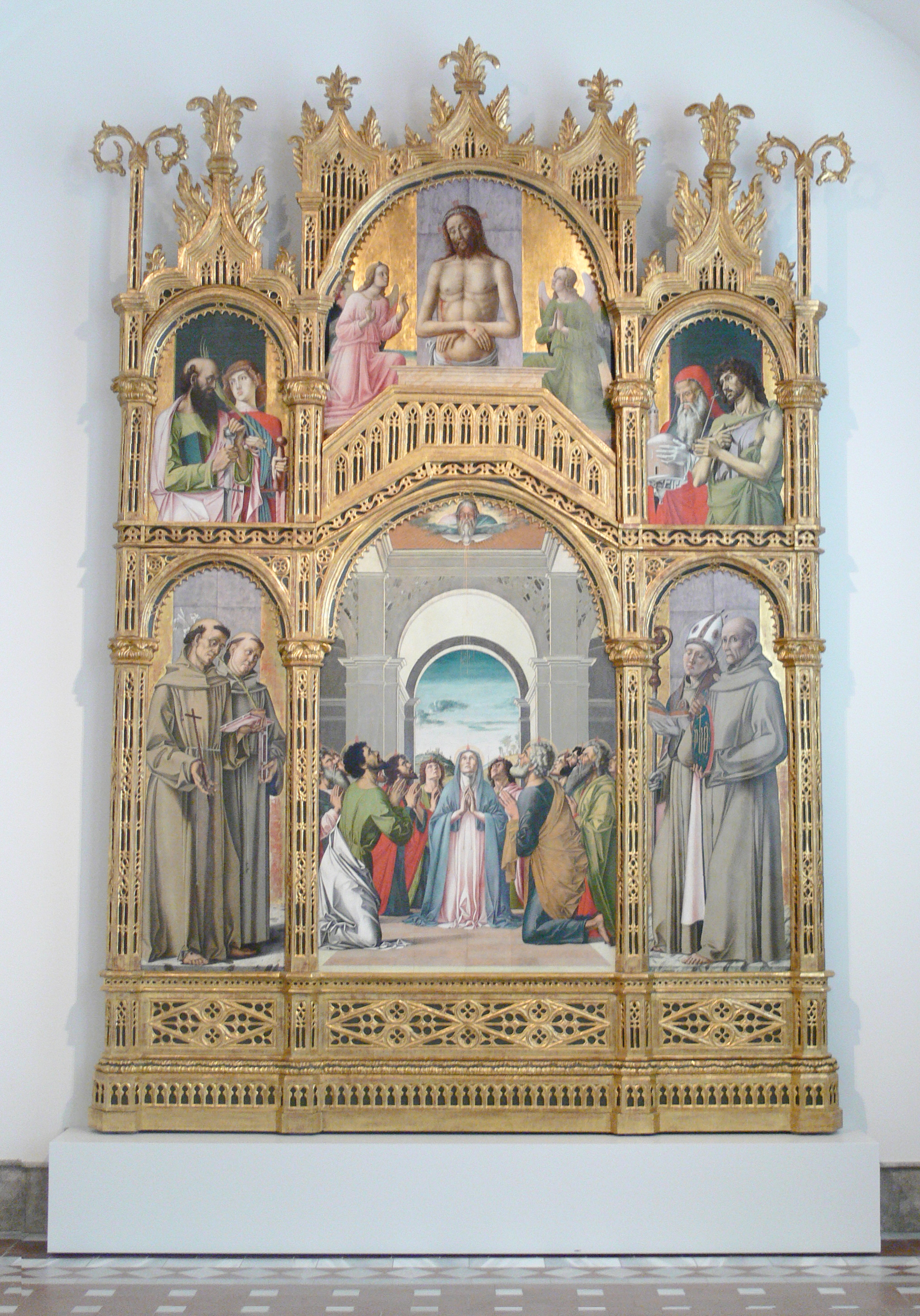
Альвізе Віваріні. Вівтар Трійці. Бл. 1478. Музей Боде. Берлін

Окрім будівлі у Культурфорумі картини з фондів Берлінської картинної галереї з жовтня 2006 року представлені в широкій експозиції в Музеї Боде. Твори здебільшого із запасників галереї, передані до постійної експозиції Скульптурного зібрання, роблять свій внесок у викладення історії живопису Старого Світу.
Як і в основній експозиції, в Музеї Боде особливу увагу приділено витворам італійського, старого голландського та старого німецького живопису. Центральне місце посідають «фрески Тьєполо» з вілли Паніґаї, створені, ймовірно, спільно двома Тьєполо — Джованні Баттіста і Джованні Доменіко. За ними слідують «Марія і дитя», що приписується Паоло Учелло, «Оплакування Христа» Джованні Белліні, «Вівтар Трійці» Альвізе Віваріні, «Геркулес на роздоріжжі» Нікколо Соджі, кілька портретів роботи Алессандро Аллорі, по одній вівтарній панелі Франческо Вечелліо та Джироламо даі Лібрі, «Портрет Бенедетто де Медичі» Джорджо Вазарі, «Пророк Білеам в дорозі» Луки Джордано та «Ной у хмелю» Андреа Саккі. 
Старі голландські майстри представлені в колекції роботами як відомих, так і безіменних художників, в тому числі роботами Міхеля ван Коксі, відомого своїми копіями шедеврів великих художників, а також Альберта Боутса і Госвіна ван дер Вейдена. Старі німецькі художники представлені картиною «Адам і Єва» Лукаса Кранаха Старшого, двома портретами руки Георга Пенца і «Портретом чоловіка» Йоахіма Мартіна Фальбе. Слід також згадати роботи Фердинанда Бола, Корнеліса Гарлемського та француза Гюбера Робера.
В експозиції Музею Боде представлено картини з власних фондів галереї, а також картини, передані у тимчасове користування Музейним фондом кайзера Вільгельма.

## Галерея

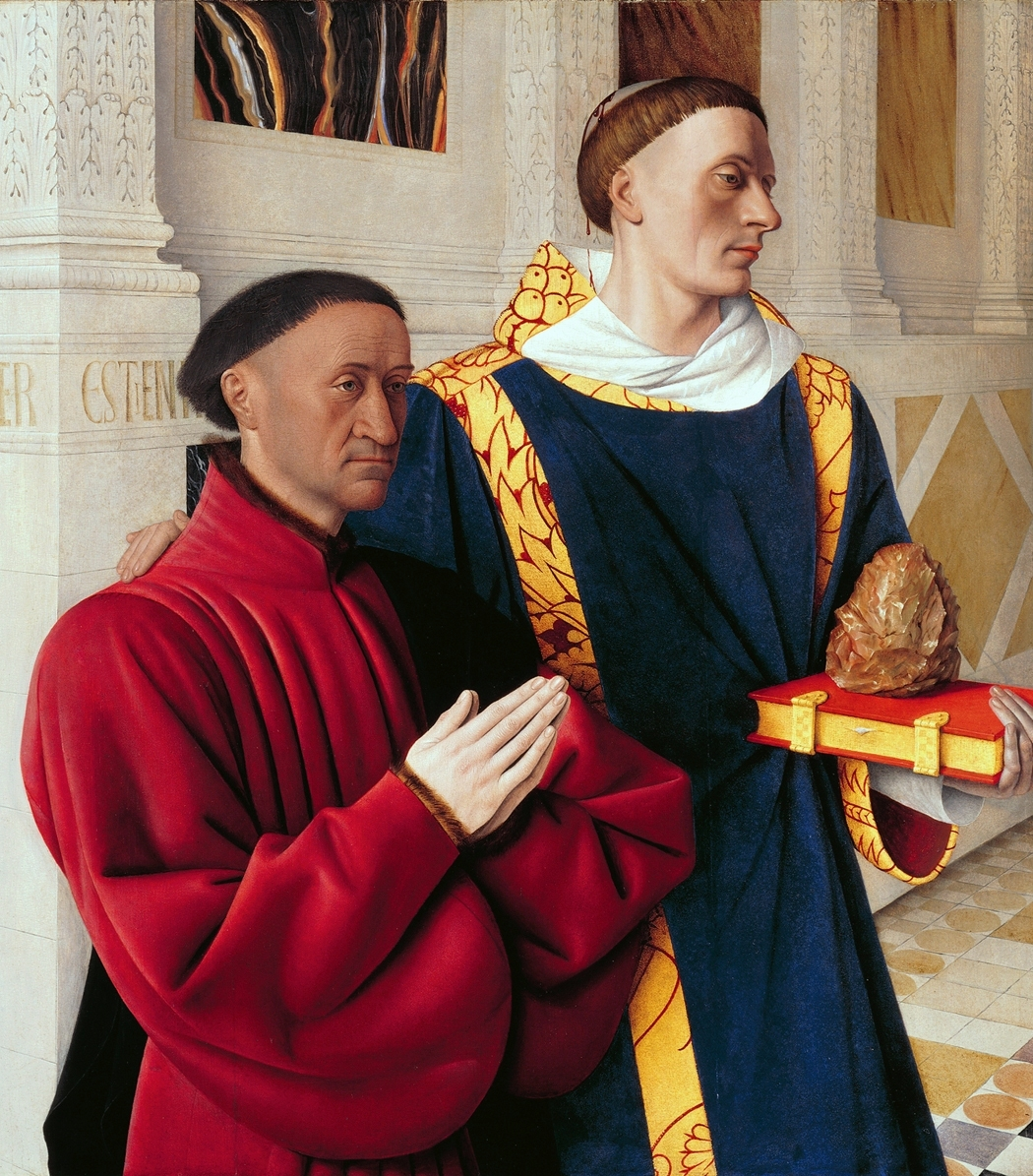
«Етьєн Шевальє і святий Стефан», Жан Фуке, бл. 1450
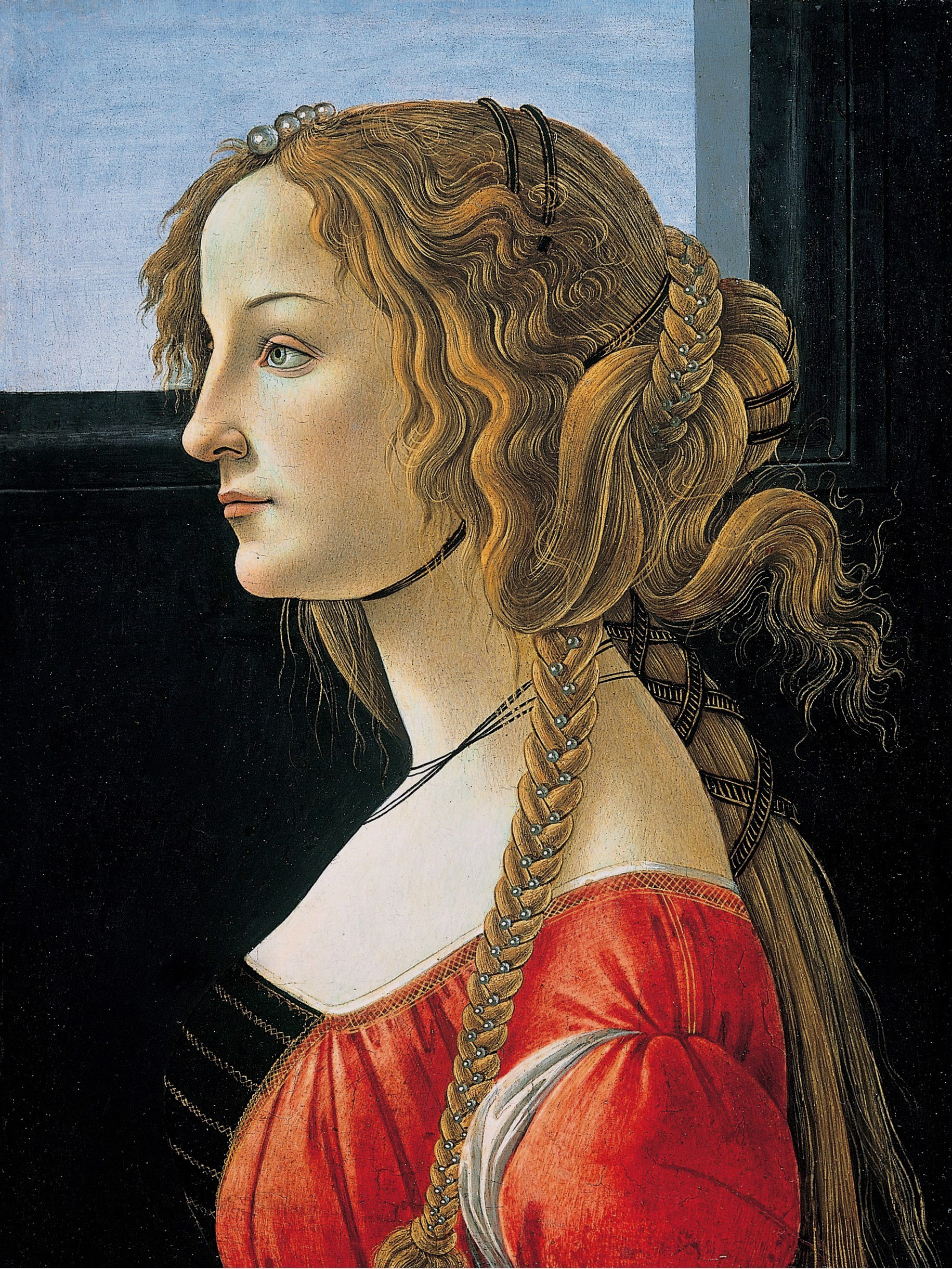
«Портрет Симонетти Веспуччі», Сандро Боттічеллі, бл. 1476-1480
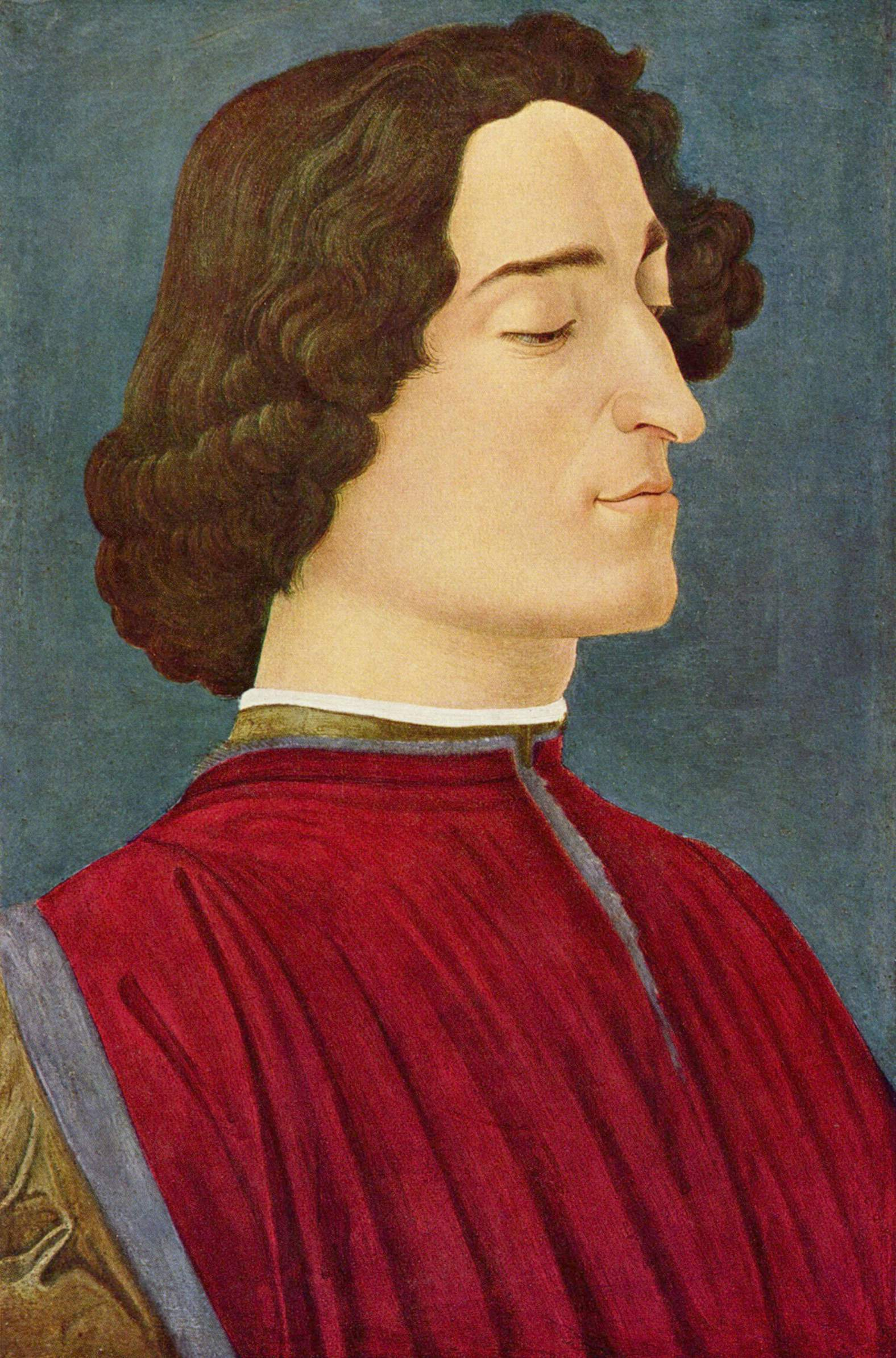
«Портрет Джуліано Медичі», Сандро Боттічеллі, бл. 1478
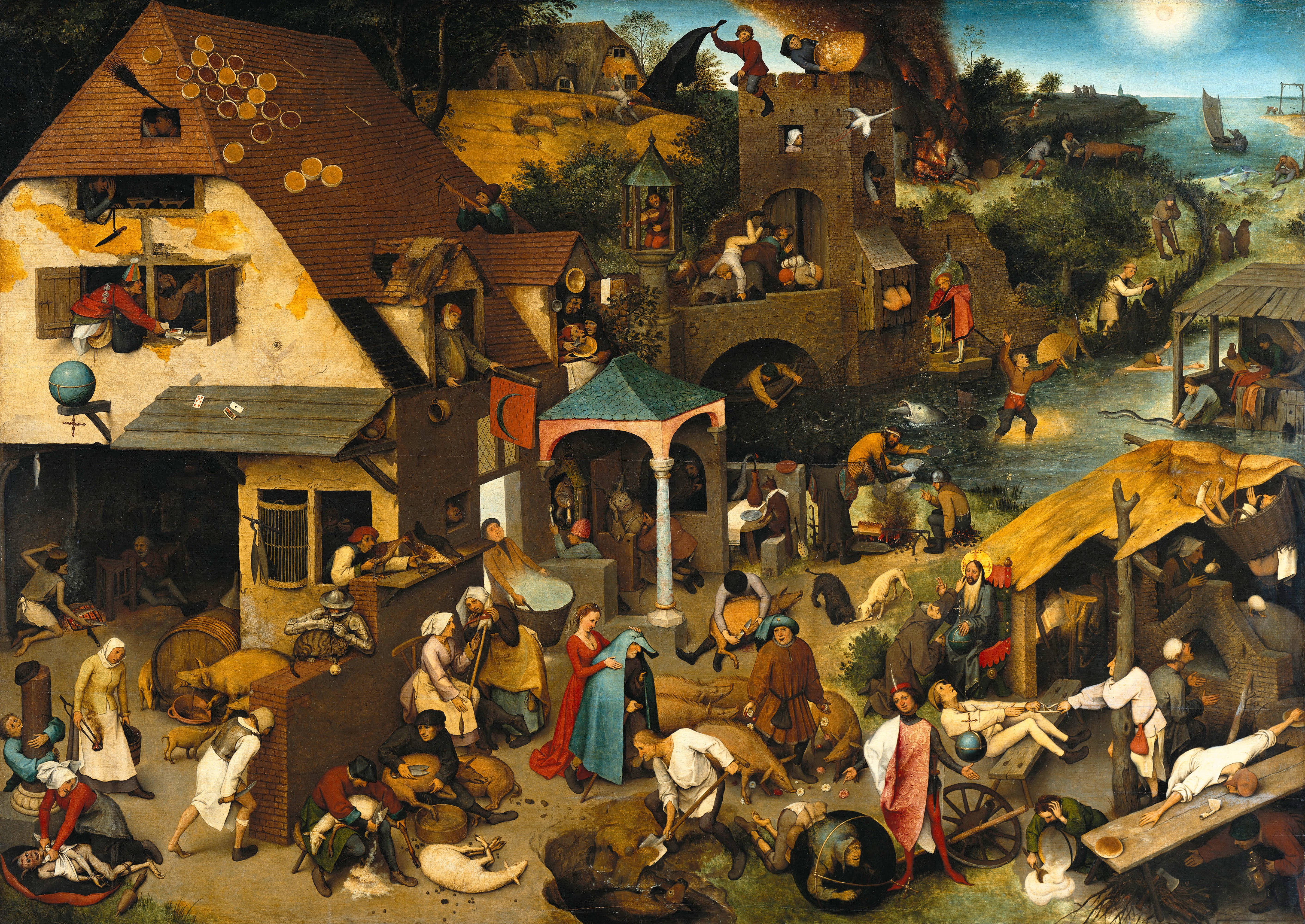
«Нідерландські прислів’я», Пітер Брейгель, 1559
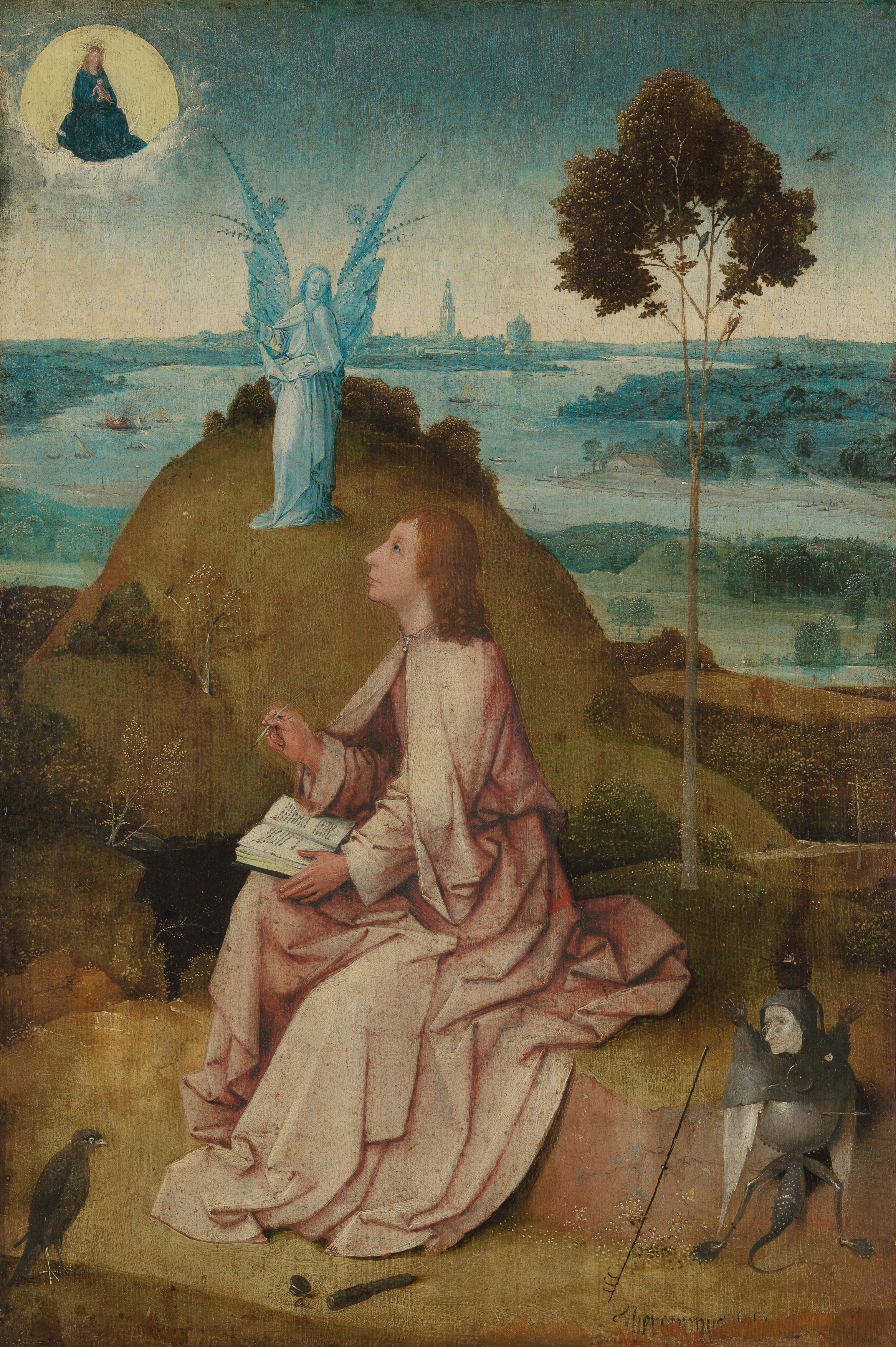
«Святий Іоанн на Патмосі», Ієронім Босх, 1504-1505
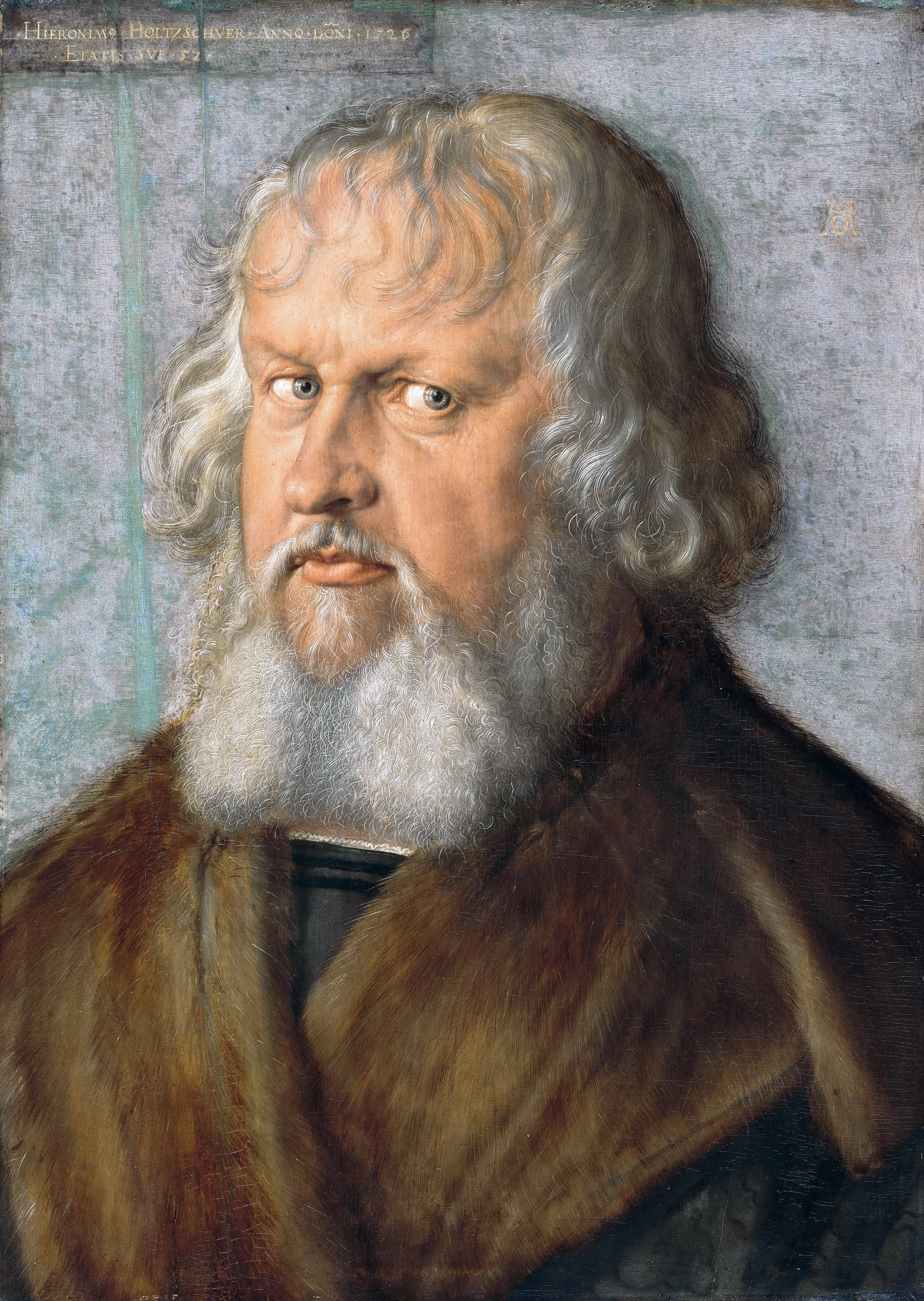
«Портрет Ієроніма Хольцшуера», Альбрехт Дюрер, 1526
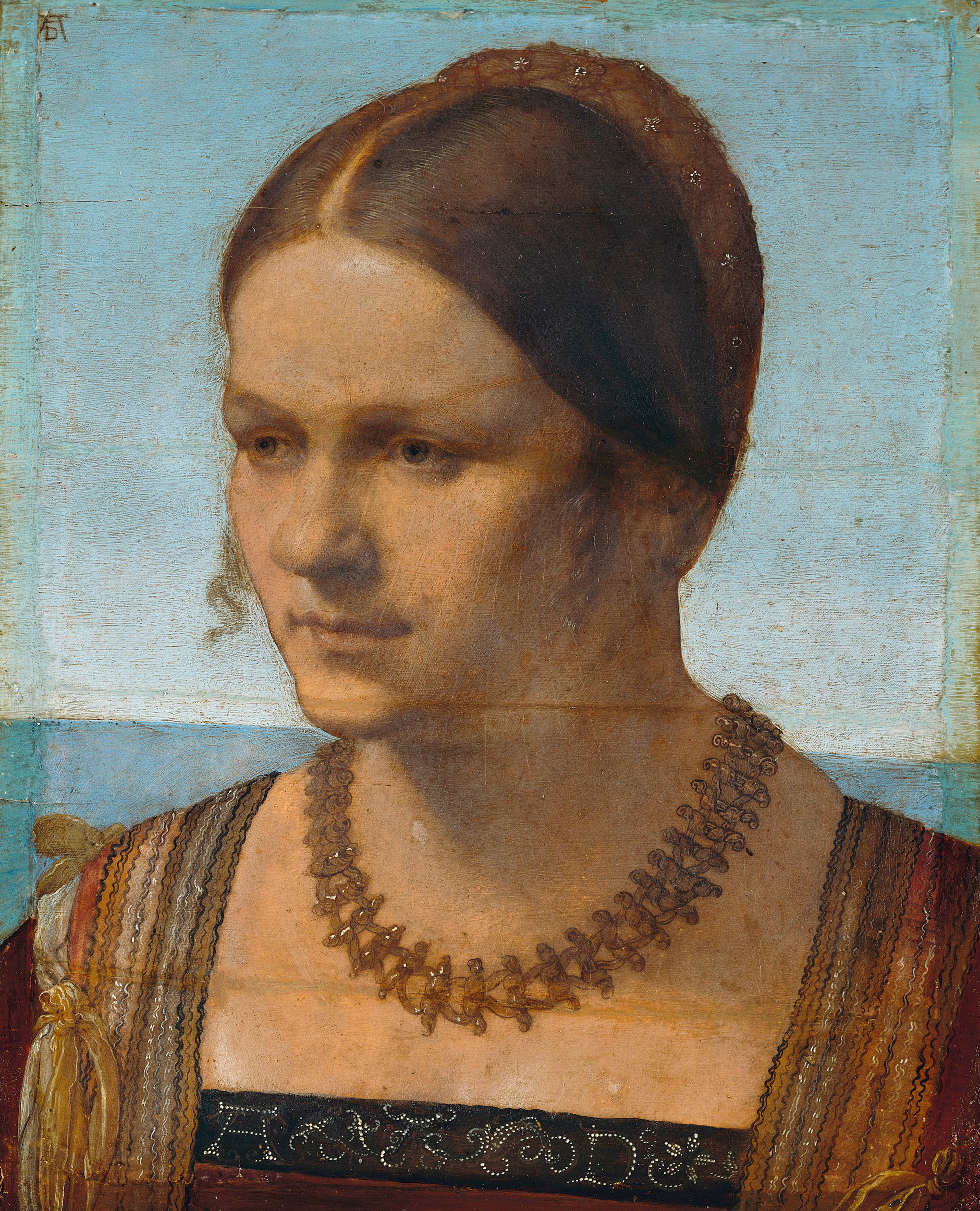
«Портрет молодої жінки», Альбрехт Дюрер, бл. 1506
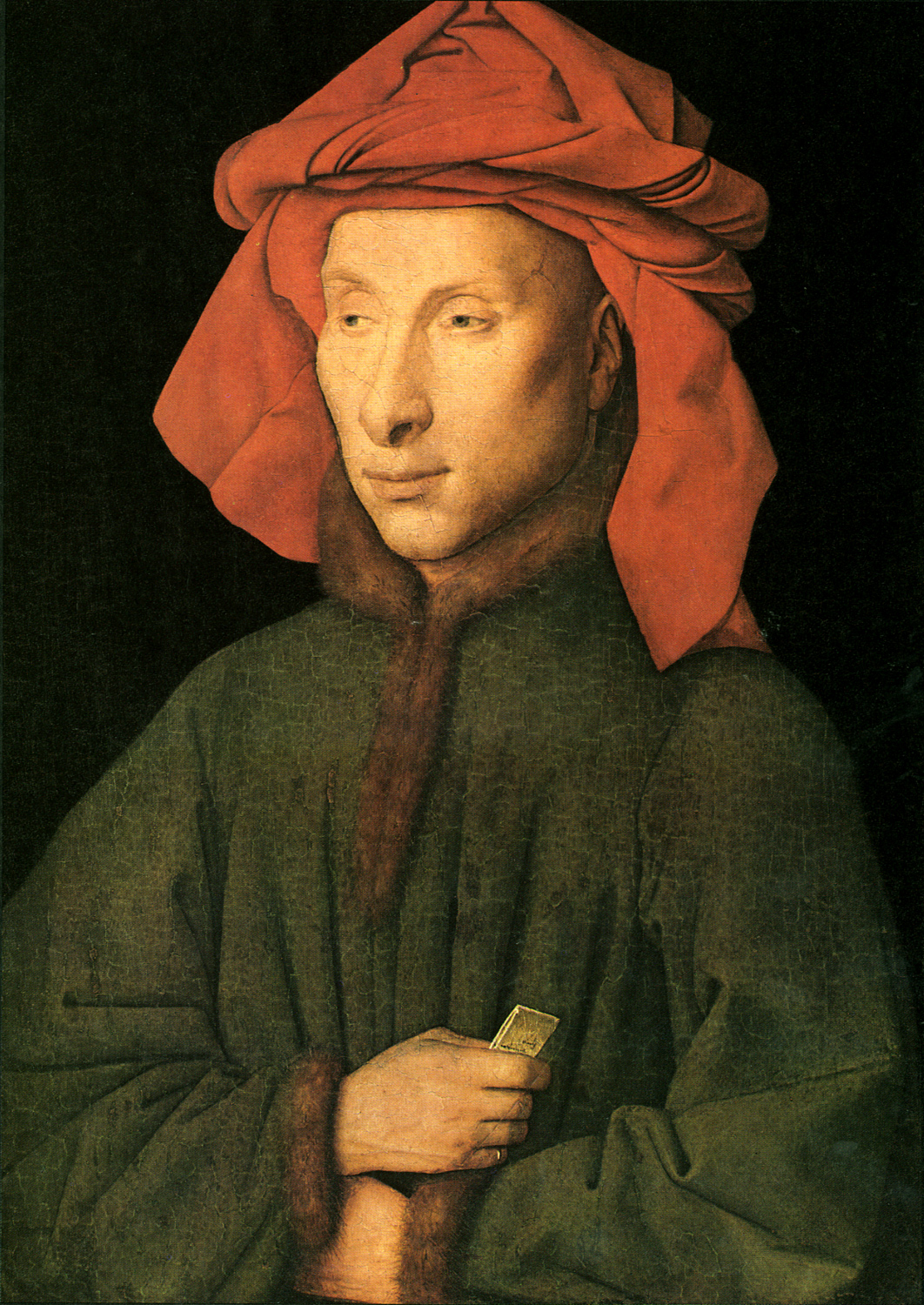
«Портрет Джованні Арнольфіні», Ян ван Ейк, бл. 1435
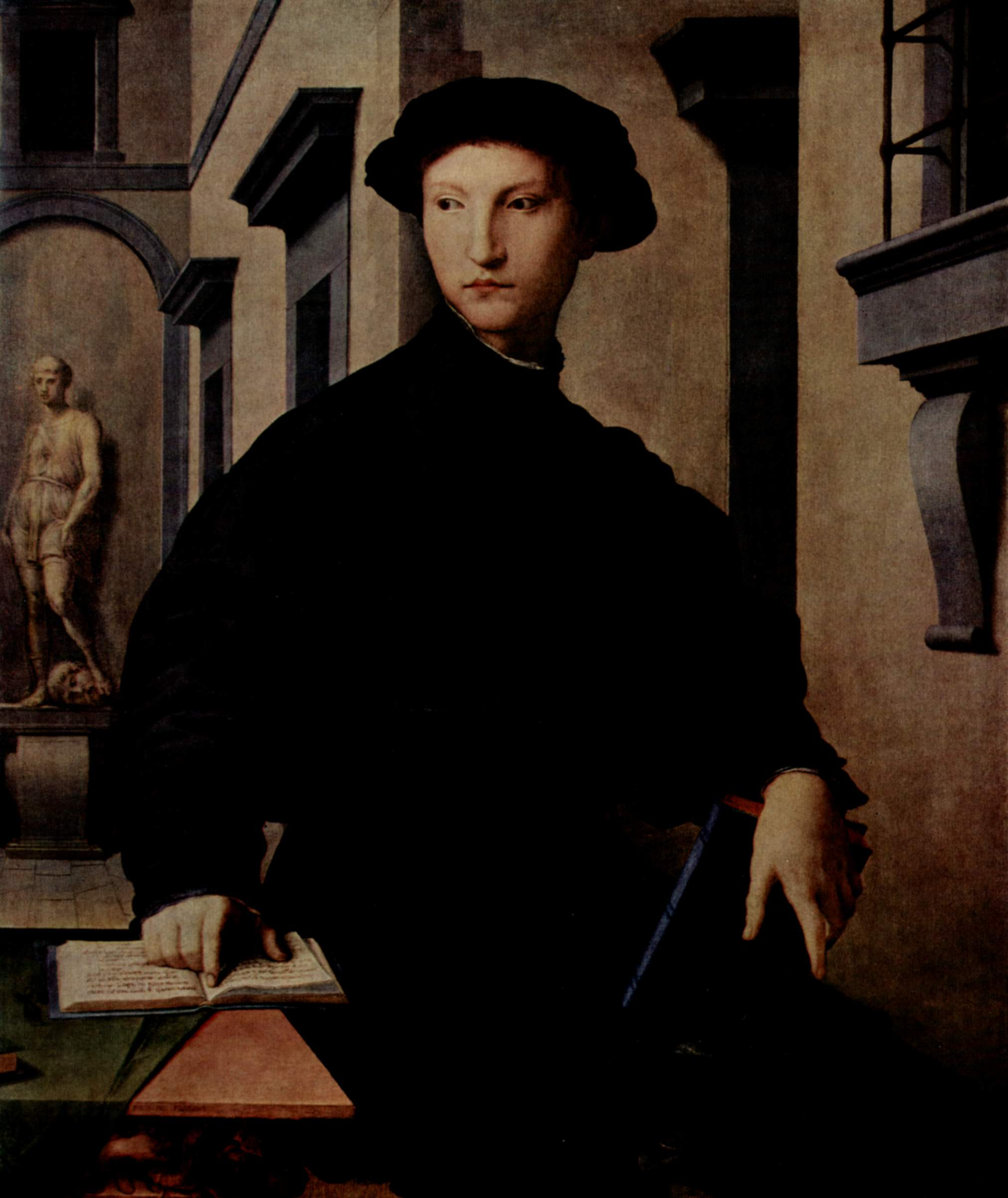
«Портрет Уголіно Мартеллі», Аньоло Бронзіно, 1535-1538
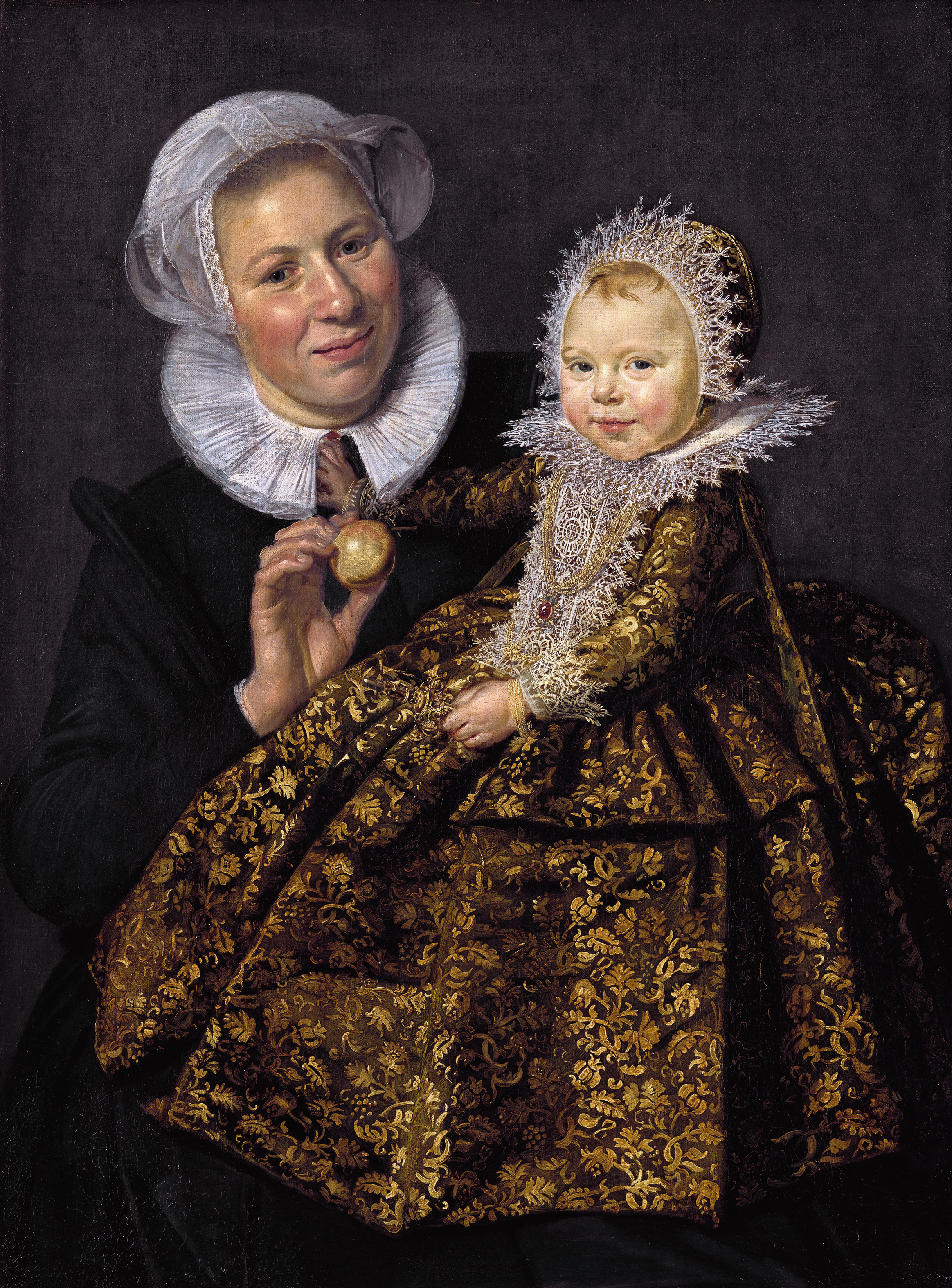
«Годувальниця з дитиною», Франс Халс, 1620
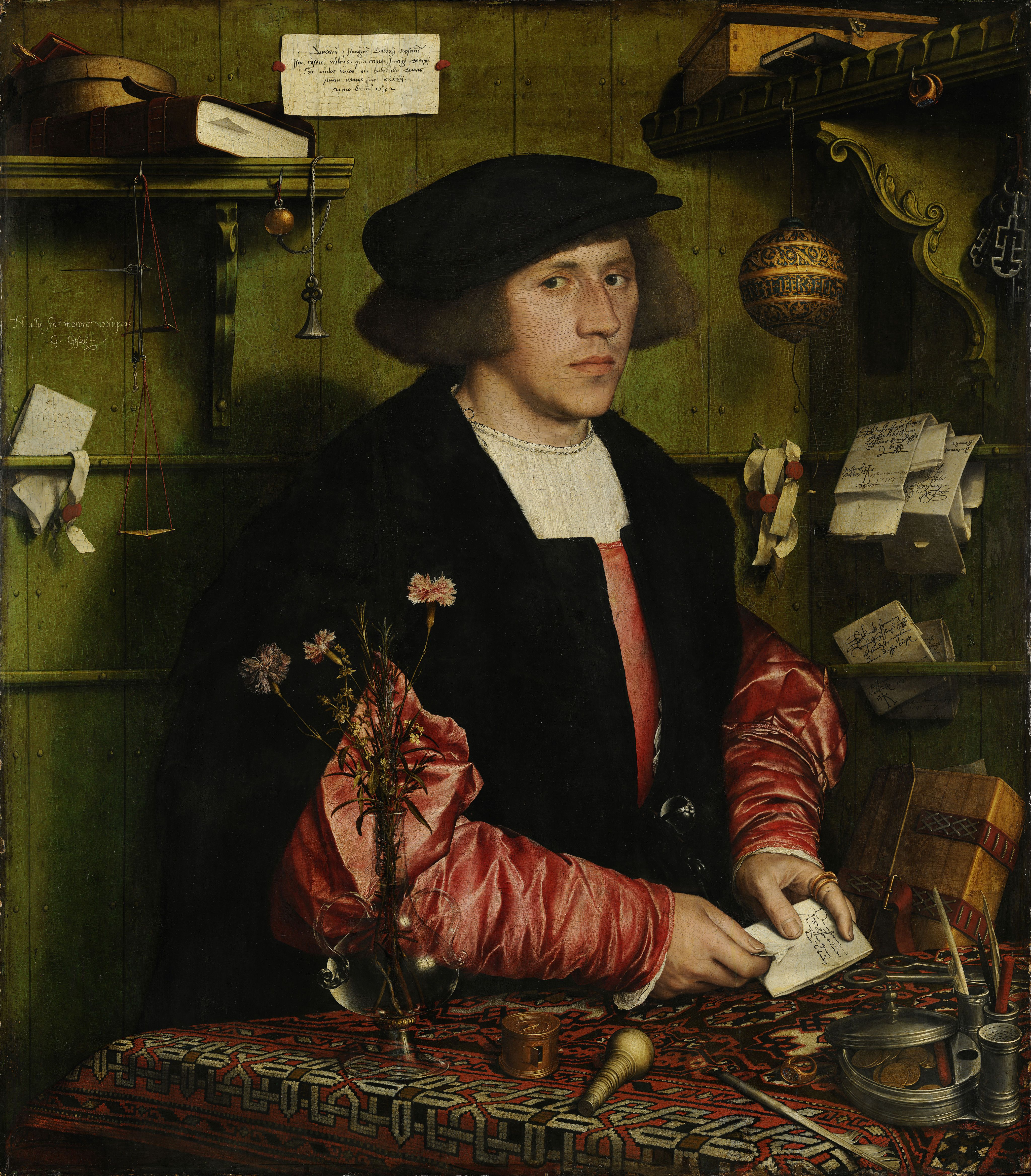
«Портрет Георга Гізе, родом з Данцига», Ганс Гольбейн молодший, 1532
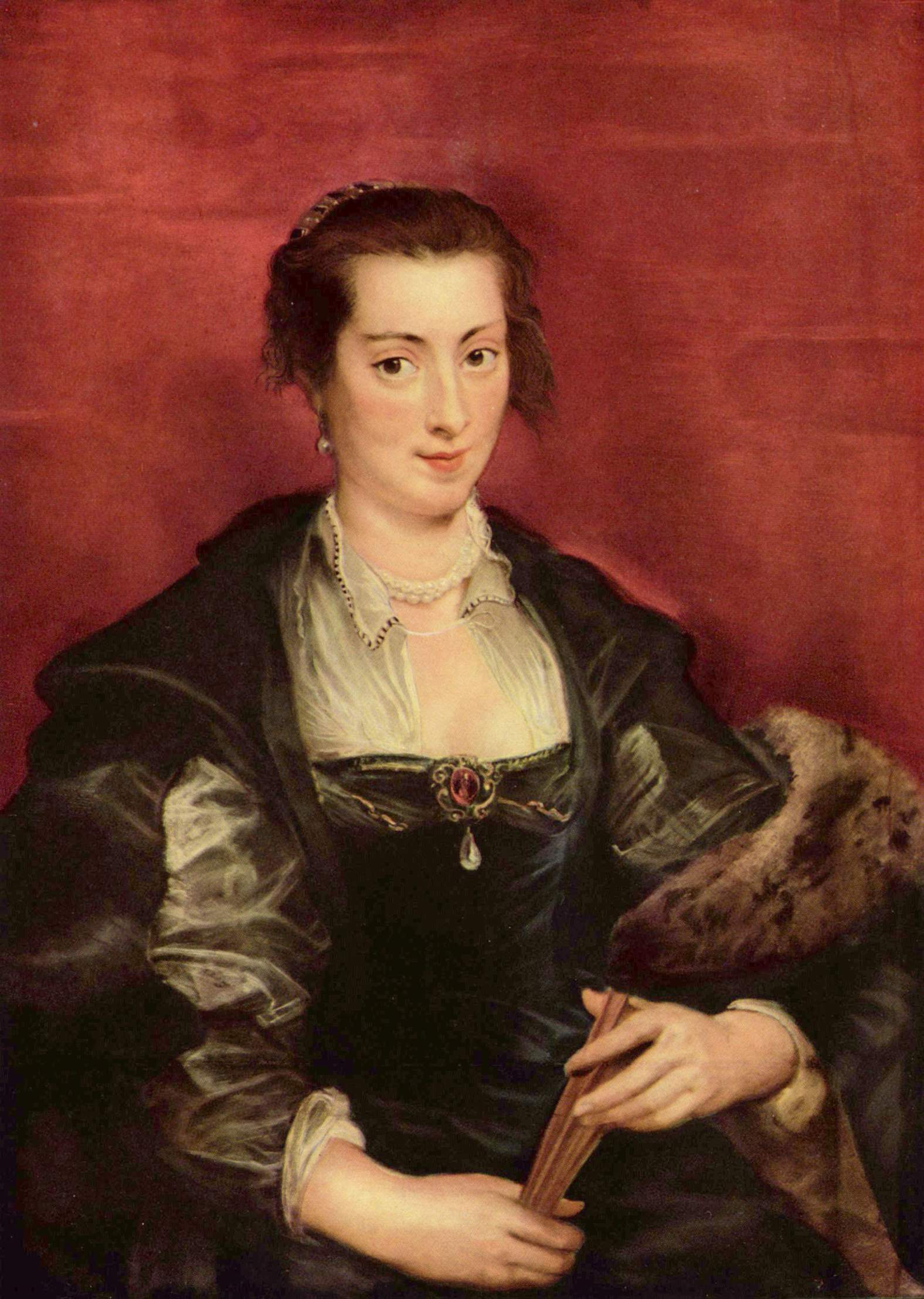
«Портрет Ізабелли Брант», Пітер Пауль Рубенс, бл. 1610
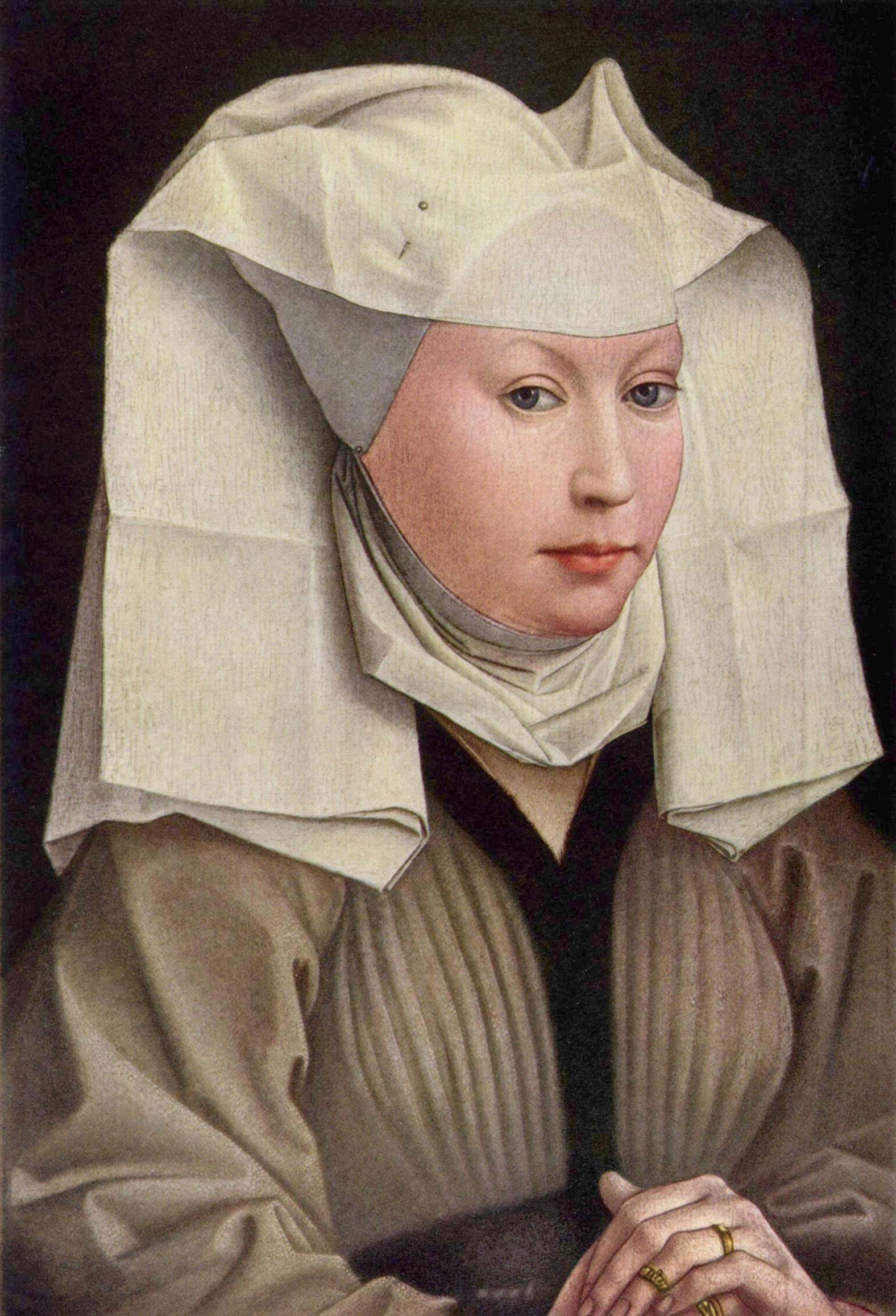
«Портрет жінки», Рогір ван дер Вейден, бл. 1430
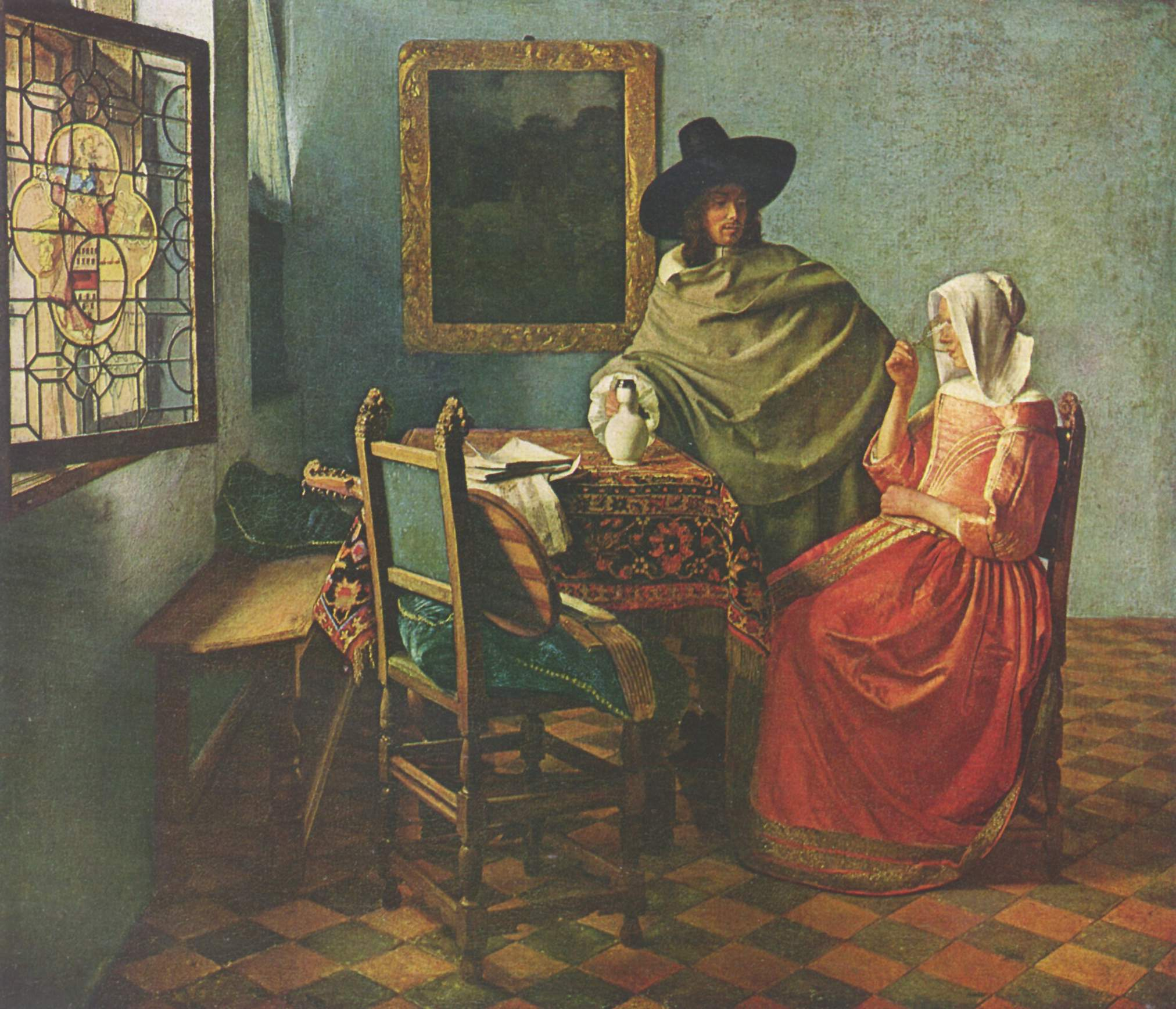
«Келих вина», Ян Вермер, 1660-1661
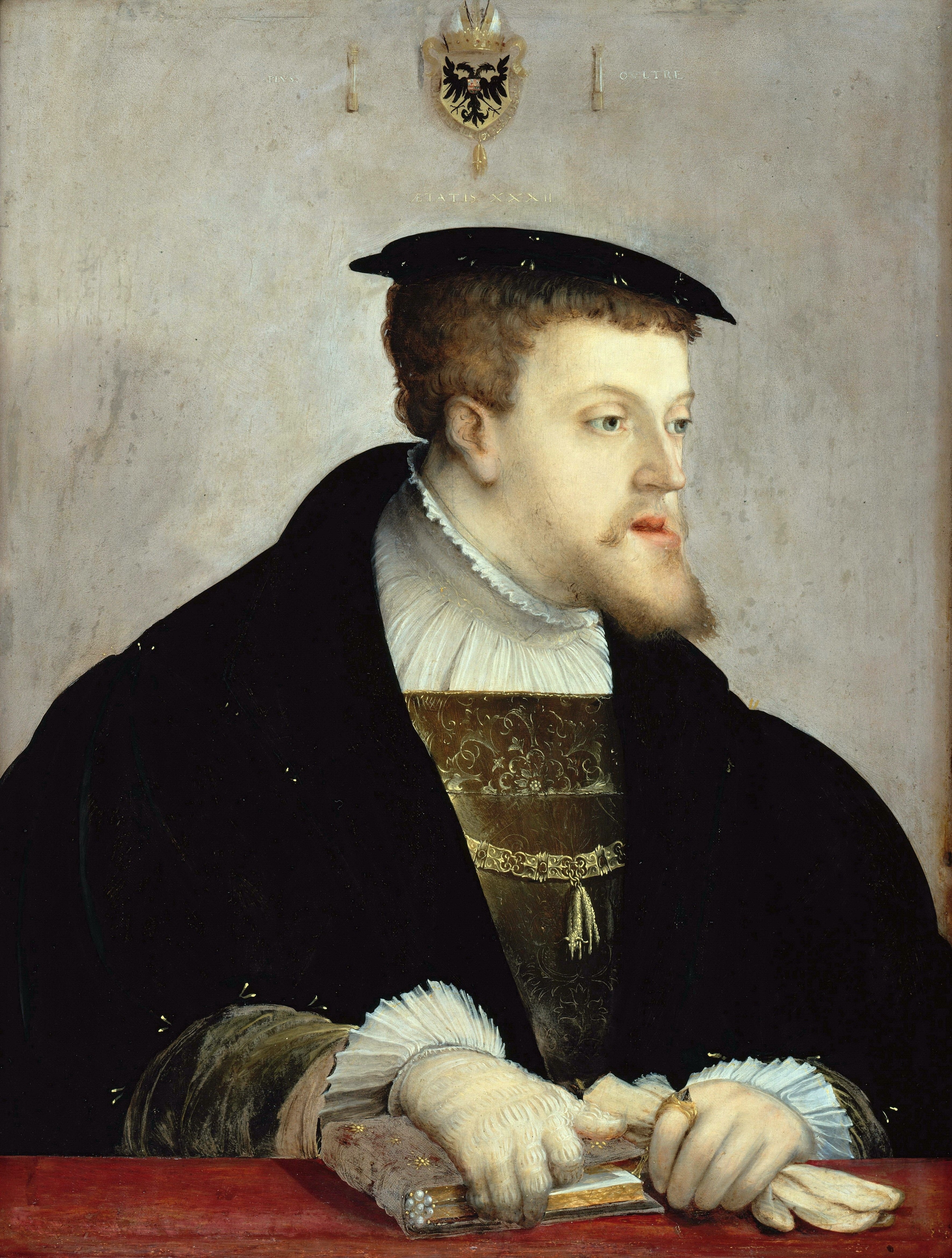
«Портрет імператора Карла V», Кристоф Амбергер, 1532